# I Used to Think I Could Fly
I Used to Think I Could Fly es el álbum de estudio debut de la cantautora canadiense Tate McRae, lanzado el 27 de mayo de 2022, a través de RCA Records. Fue precedido por los singles «Feel Like Shit», «She's All I Wanna Be», «Chaotic» y «What Would You Do?». McRae se embarcará en una gira en apoyo del álbum a partir de junio de 2022.
El álbum fue recibido de manera positiva por parte de los críticos musicales, y tuvo éxito comercial, entrando en el top 10 en varios países, mientras que debutó en el número trece en el Billboard 200 de Estados Unidos.

## Antecedentes
McRae en una entrevista para NME en 2021 explicó que las "estructuras" de álbumes como Blonde (2016), When We All Fall Asleep, Where Do We Go?  (2019) y After Hours de the Weeknd (2020) servirían como posible inspiración para la estructura de su próximo álbum. Explicó a la revista People en febrero de 2022 que varias de sus canciones eran "sólo [sus] páginas de diario" y que cuando tiene "sentimientos feos" los escribe.
La intérprete anunció que había finalizado el listado de canciones del álbum y lo presentó a su discográfica el 8 de marzo de 2022, y reveló el título y la portada el 1 de abril de 2022. Al principio, el álbum contaría con 12 temas, pero McRae confirmó la inclusión del tema «What's Your Problem?» cuando se anunció la lista oficial de canciones el 11 de abril de 2022, con lo que el número total de temas asciende a 13.

## Recepción de la crítica
I Used to Think I Could Fly recibió críticas positivas de los críticos, que elogiaron la producción, el contenido lírico, la interpretación vocal de McRae y la madurez del contenido. Ims Taylor, de DIY, escribió que McRae "saca todos los recursos emocionales" en el álbum, y dijo que "nos confía sus sentimientos más profundos [...] reconfortantemente universales". Taylor también elogió la "exuberante" voz de McRae y concluyó que su "arsenal de armas pop irregulares es extenso, y puede ser manejado con pericia cuando lo desea". John Amen escribió en The Line of Best Fit que "Mientras que las anteriores salidas de McRae pueden haber sido más complejas, sus nuevas canciones son más inmediatamente accesibles". Continuó concluyendo: "El nuevo álbum es, en esencia, el primer gran paso de McRae para forjar una presencia en el pop distintiva." Escribiendo para The Independent, Roisin O'Connor encontró que había "angustia en abundancia" en el álbum, afirmando que McRae "comercia con los sonidos R&B y pop punk que prevalecían en los años noventa", mientras que "emula las verdades líricas contundentes de sus compañeros de la generación Z, Billie Eilish y Olivia Rodrigo". O'Connor consideró que McRae "canta como si se estuviera desmoronando, pero la calidad del álbum sugiere que se ha recompuesto".

## Lista de canciones
| Lista de canciones de I Used to Think I Could Fly |                         | |                               |          |  |
| N.º                                               | Título                  | Escritor(es) | Productor(es)                 | Duración |  |
| 1.                                                | «?»                     | Tate McRae | David Cook                    | 0:16     |  |
| 2.                                                | «Don't Come Back»       | McRae Lavell Webb Ryan Vojtesak Eldra DeBarge Etterlene DeBarge William DeBarge Cornell Haynes Jr. Jason Epperson Kaelyn Behr | Charlie Handsome Styalz Fuego | 2:32     |  |
| 3.                                                | «I'm So Gone»           | McRae Kyle Stemberger Nikolaos Grivellas Keegan Bach                                                                          | KBeaZy Stemberger             | 2:26     |  |
| 4.                                                | «What Would You Do?»    | McRae Alexander Glantz Charlie Puth Blake Slatkin                                                                             | Alexander 23 Puth Slatkin     | 2:46     |  |
| 5.                                                | «Chaotic»               | McRae Victoria Zaro Greg Kurstin                                                                                              | Kurstin                       | 2:55     |  |
| 6.                                                | «Hate Myself»           | McRae Zaro Puth Slatkin | Puth Slatkin                  | 2:53     |  |
| 7.                                                | «What's Your Problem?»  | McRae Jeremy Dussolliet Jackson Foote                                                                                         | KBeaZy Foote                  | 2:47     |  |
| 8.                                                | «She's All I Wanna Be»  | McRae Kurstin | Kurstin                       | 3:27     |  |
| 9.                                                | «Boy X»                 | McRae Glantz | Alexander 23                  | 3:46     |  |
| 10.                                               | «You're So Cool»        | McRae Billy Walsh Ali Tamposi Louis Bell Omer Fedi                                                                            | Bell Cook                     | 2:50     |  |
| 11.                                               | «Feel Like Shit»        | McRae Zaro Jacob Kasher Hindlin Russell Chell                                                                                 | Harris Chell                  | 3:23     |  |
| 12.                                               | «Go Away»               | McRae Blake Harnage | Harnage                       | 3:33     |  |
| 13.                                               | «I Still Say Goodnight» | McRae Finneas O'Connell | Finneas Cook                  | 3:08     |  |
| 36:48                                             |                         | |                               |          |  |

## Personal
Músicos
- Tate McRae - voz principal
- Alexander 23 - coros, batería, guitarra (4, 9); sintetizador (4); bajo, teclados, percusión, programación (9)
- Greg Kurstin - bajo, batería, teclados, piano, sintetizador (5, 8); guitarra (8)
- Sean Kennedy - guitarra (9)
- David Cook - coros (13)

Técnicos
- Dave Kutch - masterización
- David Cook - mezcla (1, 11), ingeniería (5, 8, 10, 11), asistencia de ingeniería (9, 12)
- Denis Kosiak - mezclas (2)
- Jon Castelli - mezcla (3, 4, 6)
- Mark Stent - mezclas (5, 8)
- Clint Gibbs - mezcla (6)
- Jeff Juliano - mezcla (9, 11-13)
- Manny Marroquin - mezcla (10)
- Henrique Andrade - ingeniería (2)
- James Keeley - ingeniería (2)
- Greg Kurstin - ingeniería (5, 8)
- Julian Burg - ingeniería (5, 8)
- Joey Raia - ingeniería (8)
- Daniel Cullen - asistencia de ingeniería (2)
- Ingmar Carlson - asistencia de ingeniería (3, 4, 6)
- Ryan Nasci - asistencia de ingeniería (3, 4, 6)
- Matt Wolach - asistencia de ingeniería (5, 8)
- Eric Kirkland - asistencia de ingeniería (9, 12)
- Chris Galland - asistencia de ingeniería (10)
- Jeremie Inhaber - asistencia de ingeniería (10)
- Robin Florent - asistencia de ingeniería (10)

## Posicionamiento en las listas
| listas (2022)                       | posición |
| ----------------------------------- | -------- |
| Australia (ARIA)                    | 10       |
| Austria (Ö3 Austria)                | 22       |
| Bélgica (Ultratop flamenca)         | 15       |
| Bélgica (Ultratop valona)           | 102      |
| Canadá (Billboard Canadian Albums)  | 3        |
| República Checa (ČNS IFPI)          | 40       |
| Dinamarca (Hitlisten)               | 37       |
| Países Bajos (Album Top 100)        | 16       |
| Finlandia (Suomen Virallinen Lista) | 36       |
| Francia (SNEP)                      | 174      |
| Alemania (Offizielle Top 100)       | 44       |
| Irlanda (IRMA)                      | 9        |
| Lituania Albums (AGATA)             | 53       |
| Nueva Zelanda (Recorded Music NZ)   | 5        |
| Noruega (VG-lista)                  | 5        |
| Escocia (Scottish Albums Chart)     | 7        |
| España (PROMUSICAE)                 | 43       |
| Suecia (Sverigetopplistan)          | 28       |
| Suiza (Schweizer Hitparade)         | 39       |
| Reino Unido (UK Albums Chart)       | 7        |
| Estados Unidos (Billboard 200)      | 13       |